# Station Enghien-les-Bains
Station Enghien-les-Bains is een spoorwegstation aan de spoorlijn Saint-Denis - Dieppe. Het ligt in de Franse gemeente Enghien-les-Bains in het departement Val-d'Oise (Île-de-France).

## Geschiedenis
Het station werd op 11 juli 1846 geopend.

## Ligging
Het station ligt op kilometerpunt 11,363 van de spoorlijn Saint-Denis - Dieppe.

## Diensten
Het station wordt aangedaan door verschillende treinen van Transilien lijn H:
- Tussen Paris-Nord en Persan - Beaumont (via Ermont - Eaubonne)
- Tussen Paris-Nord en Pontoise

## Vorige en volgende stations
| Richting                                  | Vorig station              | Lijn    | Volgend station     | Richting   |
| ----------------------------------------- | -------------------------- | ------- | ------------------- | ---------- |
| Persan - Beaumont (via Ermont - Eaubonne) | Champ de courses d'Enghien | Trans H | La Barre - Ormesson | Paris-Nord |
| Pontoise                                  | Champ de courses d'Enghien | Trans H | La Barre - Ormesson | Paris-Nord |